# 蓬迪布瓦
蓬迪布瓦（法語：Pont-du-Bois，法語發音：[pɔ̃ dy bwa]）是法国上索恩省的一个市镇，属于吕尔区。

## 地理
蓬迪布瓦（47°58'7"N, 6°7'33"E）面积8.15 平方千米，位于法国勃艮第-弗朗什-孔泰大區上索恩省，该省份为法国东部内陆省份，北起顺时针与孚日省、贝尔福地区省、杜省、汝拉省、科多尔省和上马恩省接壤。
与蓬迪布瓦接壤的市镇（或旧市镇、城区）包括：阿兰库尔、帕萨旺-拉罗谢尔、塞勒、沃维莱。

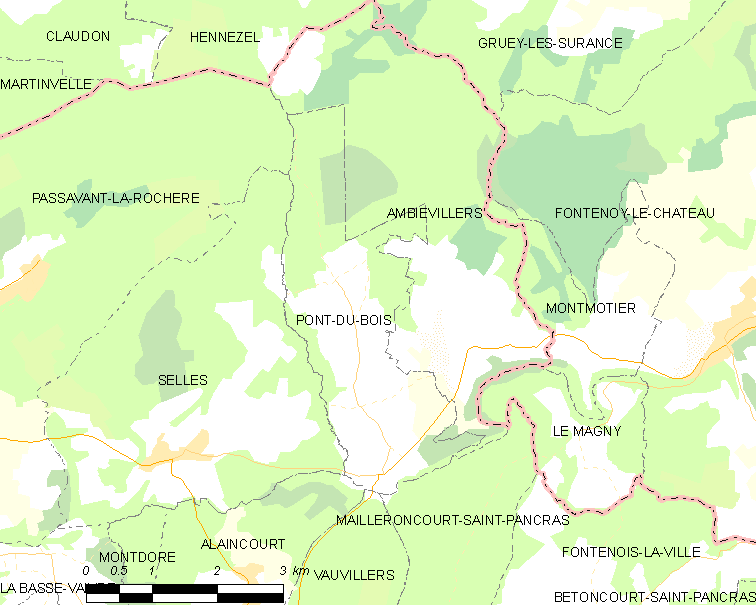
蓬迪布瓦的OSM定位图

蓬迪布瓦的时区为UTC+01:00、UTC+02:00（夏令时）。

## 行政
蓬迪布瓦的邮政编码为70210，INSEE市镇编码为70419。

## 政治
蓬迪布瓦所属的省级选区为瑞塞县。

## 人口

1962-2008年间蓬迪布瓦人口变化图示

蓬迪布瓦于2022年1月1日时的人口数量为115人。